# Hamingen
 Hamingen  is een gehucht in de Nederlandse gemeente Staphorst (provincie Overijssel). Het gehucht ligt ten zuidwesten van Meppel.
Hamingen wordt voor het eerst genoemd in geschriften uit 1486. Op grond hiervan is in 1986 het 500-jarig bestaan gevierd. Men denkt echter dat Hamingen nog veel ouder is en mogelijk al in de elfde eeuw is gesticht. Hiervoor zijn echter (nog) geen schriftelijke bewijzen gevonden. In Hamingen waren tot 2014 onder meer een cursuscentrum en zorgboerderijen gevestigd, waaronder een ontwenningskliniek. Deze besloegen samen vier van de zes woningen op de terp waarop het grootste deel van de woonbebouwing van Hamingen staat. Buiten de terp staan er ook nog twee woningen.
In 2014 zijn de vier gebouwen die in gebruik waren als cursuscentrum en ontwenningskliniek verkocht aan particulieren, waarna ze als woonhuizen in gebruik zijn genomen.

## Inwoners
Bij een volkstelling uit 1748 zijn ongeveer 60 inwoners geteld.
Na de sloop van een groot aantal boerderijen, de school en een vakantiepark tijdens de ruilverkaveling van de jaren 60 van de twintigste eeuw, is het wegenpatroon van het gehucht totaal veranderd. Sindsdien heeft Hamingen ongeveer 30 inwoners.

## Status
Hamingen behoort samen met Lankhorst, Slingenberg en de drie kerkdorpen Staphorst, Rouveen en IJhorst tot de historische kernen van de gemeente.
Doordat de zorggroep die vrijwel alle panden in het gehucht huurde, in 2014 is vertrokken, stond de facto het hele gehucht te koop, waarbij zowel koop van het hele huizenbestand als van delen daarvan mogelijk was.
Hoofdplaats: Staphorst      Dorpen: Rouveen · IJhorst

Buurtschappen: Halfweg · Hamingen · Lankhorst · De Leijen · De Lichtmis (deels) · Punthorst · Slingenberg (deels) · Westerhuizingerveld (deels)

Overijssel · Steden en dorpen in Overijssel      Nederland · Provincies · Gemeenten